# Gurgintius
Gurgintius was volgens de legende, zoals beschreven door Geoffrey van Monmouth, koning van Brittannië. Hij werd voorgegaan door koning Clotenus en werd opgevolgd door zijn zoon Merianus. Gurgintius regeerde van 201 v.Chr. - 196 v.Chr.